# Carlo Martelli
Carlo Martelli (Novara, 23 maggio 1966) è un politico italiano, senatore della Repubblica nella XVII e XVIII legislatura della Repubblica Italiana, eletto con il Movimento 5 Stelle per poi essere espulso per il caso dei rimborsi truccati nel 2018.

## Biografia
Laureato in matematica con 110 e lode presso l'Università degli Studi di Milano, ha lavorato come docente universitario e nella realizzazione di impianti mini-idroelettrici.

### Elezione a senatore
Nel 2013 viene eletto senatore della XVII legislatura della Repubblica Italiana nella circoscrizione Piemonte per il Movimento 5 Stelle.
Il 16 gennaio 2015 diventa vice-capogruppo unico del M5S al Senato subentrando ai colleghi Nunzia Catalfo e Marco Scibona. Nel 2017 diventa portavoce e capogruppo del Movimento 5 Stelle al Senato della Repubblica.
Si è espresso, in parlamento, a favore dell'introduzione in Italia della poligamia e dei matrimoni multipli, considerando il matrimonio tra due persone un retaggio religioso e una sudditanza al Vaticano. In seguito ha dichiarato che si trattava di ironia e che non è in favore della poligamia.

### Allontanamento dal M5S
L'11 febbraio 2018 è stato oggetto di attenzione da parte del programma Le Iene che, in un servizio, lo accusa di aver falsificato le ricevute con cui versava parte del proprio stipendio al Ministero per lo Sviluppo Economico. Martelli avrebbe ordinato i bonifici per via telematica, salvato la ricevuta che successivamente pubblicava sul sito tirendiconto.it, in accordo con le regole del suo partito, e successivamente revocava l'ordine del bonifico, che quindi non arrivava mai a destinazione. In seguito allo scandalo è stato allontanato dal gruppo parlamentare. Sul blog del M5S è stato dichiarato che il senatore ha poi regolarizzato i bonifici restituendo i soldi mancanti.
Successivamente si sono svolte le elezioni politiche e Martelli è stato riconfermato senatore nel Collegio plurinominale Piemonte - 02. Si iscrive al Gruppo misto e vota comunque la fiducia al Governo Conte I di Movimento 5 Stelle e Lega. Nell'ottobre 2019 aderisce al movimento sovranista di Diego Fusaro, che si chiama Vox Italia.
Nel dicembre 2019 è tra i 64 firmatari per il referendum sul taglio dei parlamentari.
Nel 2021 si avvicina al partito ItalExit fondato dall'ex M5S Gianluigi Paragone. Esprime voto contrario in occasione del voto di fiducia al Governo Draghi.
Alle elezioni politiche anticipate del 2022 viene ricandidato al Senato da ItalExit, in seconda posizione nel collegio plurinominale Piemonte - 01, ma la lista non raggiungerà la soglia di sbarramento, dunque non sarà eletto.